# Bowman, Georgia
Bowman är en ort i Elbert County i Georgia. Orten har fått sitt namn efter lantmätaren Thomas J. Bowman. Enligt 2010 års folkräkning hade Bowman 862 invånare.